# Lussemburgo ai XV Giochi olimpici invernali
Il Lussemburgo partecipò ai XV Giochi olimpici invernali, svoltisi a Calgary, Canada, dal 13 al 28 febbraio 1988, con una delegazione di 1 atleta impegnato in una disciplina.